# Гахомбо (комуна)
Гахомбо — одна з комун провінції Каянза, на півночі Бурунді. Центр — однойменне містечко Гахомбо.